# Димитрије Марковић
Димитрије Марковић (Алексинац, 1862 – 1915) био је српски песник.

## Биографија
Рођен је у трговачкој породици, учио је терзијски занат и имао своју кројачку радњу. Подржавао је социјалистичке идеје Светозара Марковића. У кафани у Алексинцу такмичио се у састављању и рецитовању стихова са Милорадом Петровићем Сељанчицом (остали су његови шаљиви стихови "Да нису Моравке појеле би ме чавке, да нису планинке појео би' глогињке"). Због песме Краљичине сузе хапшен је  и саслушаван у Нишу због увреде Драге Обреновић. Председник Окружног суда му је био наклоњен и упозорио га је да се сакрије након чега је пребегао у Бугарску, па у Румунију, па у Аустрију где се оженио. Када је био помилован вратио се у Алексинац, и преминуо од тифуса 1915. године. Подаци о њему и фотографија су из алексиначких новина Реч радника (бр.81. из 1970. године).

## Дела
- песма Краљичине сузе (забрањена од стране власти, и највероватније уништена, односно не постоје сачувани примерци)
- Кап отрова или Смрт Адама Богосављевића, народног посланика - спев[2]
- Са гроба Љубе Дидића и Божиновића - спев(1887)[3]
- Жалосни тренуци краљице Наталије[4]
- сачуван горе споменути стих из такмичења са Сељанчицом